# Višji štabni lekarnar (Bundeswehr)
Višji štabni lekarnar (nemško Oberstabsapotheker; okrajšava: OStAp; kratica: OSAP) je specialistični častniški čin za sanitetne častnike farmacevtske izobrazbe v Heeru in Luftwaffe Bundeswehra. Sanitetni častniki medicine oz. dentalne medicine nosijo čin višjega štabnega zdravnika (Heer/Luftwaffe/Bundesmarine) in veterinarji nosijo čin Oberstabsveterinärja (Heer); čin je enakovreden činu majorja (Heer in Luftwaffe) in činu kapitana korvete (Marine).
Nadrejen je činu štabnega lekarnarja in podrejen činu Oberfeldapothekerja oz. Flottillenapothekerja. V sklopu Natovega STANAG 2116 spada v razred OF-3, medtem ko v zveznem plačilnem sistemu sodi v razred A14.

## Oznaka čina
Oznaka čina je enaka oznaki čina majorja oz. kapitana korvete, pri čemer ima na vrh oznake dodano še oznako specializacije: kača nad izparilnico.
Oznaka čina sanitetnega častnika Luftwaffe ima na dnu oznake še stiliziran par kril.
Galerija
- Naramenska epoletna oznaka (Bundesmarine)
- Narokavna oznaka (Bundesmarine)